# Pseudholasteridae
De Pseudholasteridae zijn een familie van uitgestorven zee-egels uit de orde Holasteroida.

## Geslachten
- Eoholaster Solovjev, 1989 †
- Giraliaster Foster & Philip, 1978 †
- Pseudholaster Pomel, 1883 †
- Taphraster Pomel, 1883 †